# Малави на Летњим олимпијским играма 2008.
Малавију  је ово било осмо учешће на Летњим олимпијским играма. Малави је на Олимпијским играма 2008. у Пекингу био заступљен са четворо младих спортиста (два мушкарца и две жене) који су се такмичили у два спорта. Најстарији је био пливач Charlton Nyirenda са (23 год. и 75 дана), а најмлађа је била пливачица Zahra Pinto (14 год и 275 дана) .
Спортисти Малавија на овим играма нису освојили ниједну медаљу, па су остали у групи земаља које нису освајале медаље на олимпијским играма.

## Учесници по дисциплинама
| Спорт      | Мушкарци | Жене | Укупно |
| ---------- | -------- | ---- | ------ |
| Атлетика   | 1        | 1    | 2      |
| Пливање    | 1        | 1    | 2      |
| Укупно (2) | 2        | 2    | 4      |

### Атлетика

#### Мушкарци
| Атлетичар Лични рекорд     | Дисциплина | Група    | Група    | Четвртфинале | Четвртфинале | Полуфинале       | Полуфинале       | Финале           | Финале  | Детаљи |
| Атлетичар Лични рекорд     | Дисциплина | Резултат | Место    | Резултат     | Место        | Резултат         | Место            | Резултат         | Место   | Детаљи |
| -------------------------- | ---------- | -------- | -------- | ------------ | ------------ | ---------------- | ---------------- | ---------------- | ------- | ------ |
| Chauncy Master, 3:42,73 НР | 1.500 м    | 3:44,96  | 9 у гр.4 |              |              | Није се пласирао | Није се пласирао | Није се пласирао | 40 / 50 |        |

#### Жене
| Атлетичарка Лични рекорд   | Дисциплина | Група    | Група     | Четвртфинале | Четвртфинале | Полуфинале | Полуфинале | Финале            | Финале  | Детаљи |
| Атлетичарка Лични рекорд   | Дисциплина | Резултат | Место     | Резултат     | Место        | Резултат   | Место      | Резултат          | Место   | Детаљи |
| -------------------------- | ---------- | -------- | --------- | ------------ | ------------ | ---------- | ---------- | ----------------- | ------- | ------ |
| Lucia Chandamale, 16:35,75 | 5.000 м    | 16:44,09 | 15 у гр 1 |              |              |            |            | Није се пласирала | 28 / 32 |        |

## Пливање

#### Мушкарци
| Пливач            | Дисциплина    | Група | Група     | Полуфинале       | Полуфинале       | Финале           | Финале  | Детаљи |
| Пливач            | Дисциплина    | Време | Пласман   | Време            | Пласман          | Време            | Пласман | Детаљи |
| ----------------- | ------------- | ----- | --------- | ---------------- | ---------------- | ---------------- | ------- | ------ |
| Charlton Nyirenda | 50 м слободно | 27,46 | 1 у гр. 3 | Није се пласирао | Није се пласирао | Није се пласирао | 80 /97  |        |

#### Жене
| Пливачица   | Дисциплина    | Група | Група    | Полуфинале        | Полуфинале        | Финале            | Финале  | Детаљи |
| Пливачица   | Дисциплина    | Време | Пласман  | Време             | Пласман           | Време             | Пласман | Детаљи |
| ----------- | ------------- | ----- | -------- | ----------------- | ----------------- | ----------------- | ------- | ------ |
| Zahra Pinto | 50 м слободно | 32,53 | 3 у гр 2 | Није се пласирала | Није се пласирала | Није се пласирала | 82 / 92 |        |